# Psalm
Psalm（サーム）は、株式会社オフィスカオル所属の日本の男性ピアノコーラス・グループ。

## メンバー
Hama（ハマ、9月23日生）
東京都出身。早稲田大学卒業。血液型はB型。Psalmのリーダー。コミカルなステージング能力でPsalmを率いる。
Kengo（ケンゴ、7月5日生）
北海道出身。武蔵野音楽大学ピアノ科卒業。血液型はA型。Psalmのサブリーダー。歌手の父をはじめとした音楽一家で育つ。Psalmの音楽的頭脳。
ありおふみや（アリオフミヤ、10月1日生）
埼玉県出身。元 JULEPSのメンバー。血液型はB型。Psalmのヴィジュアルアドバイザー。音楽活動の他にデザイナーとしての活動もしている。Psalmの芸術的ブレイン。

### 元メンバー
- Yohhei（2012年12月卒業）
- Morimatsu（2016年12月卒業）
- Nozom（2019年8月卒業）

## 活動
ライブ活動をメインに据えるコーラスグループ。ピアノとコーラスというシンプルかつ今までにない形で楽曲を発表し続けている。「泣きたい時 聴きたい歌 Psalm」が彼らのキャッチコピー。併せて「ピアノコーラスグループ」も彼らが考えた言葉。ライブハウス「国分寺GiveHearts」のプロデュースもしている。

## 来歴
- 2005年
  - 初頭 - Hama,Kengo,Morimatsuで結成。
  - 8月5日 - Nozomが加入。
  - 11月4日 - 自主制作シングル「Demo Track #1」 を発売。(完売)
- 2006年
  - 3月25日 - 自主制作ミニアルバム「Demo Track #2」を発売。(完売)
  - 8月18日 - コンピレーションアルバム「Giant Steps Vol.2」に参加。
- 2007年
  - 4月4日 - シングル「虹の言葉」発売。(完売)
  - 12月7日 - シングル「逢いたいなんて言わない」発売。(完売)
- 2008年
  - 5月9日 - ミニアルバム「そして君へ」発売。(完売)
  - 12月5日 - シングル「「ありがとう」を君に / 僕のすべてをメロディーに」を発売。(完売)
- 2009年
  - 7月10日 - コラボレーションシングル「Watch Me!」に参加。
- 2010年
  - 8月 - Yohheiが加入。
  - 9月5日 - ミニアルバム「Stardust」発売 (完売)
  - 12月22日 - コンピレーション・アルバム「At Heart Wedding presented by ゼクシィ」に参加。メジャーデビュー。
- 2011年
  - 7月16日 - JULEPS とのコラボレーションシングル「Pure Song」を発売。(完売)
  - 7月30日 - シングル「ぎゅっと」を発売。(完売)
- 2012年
  - 12月 - Yohheiが卒業。
- 2013年
  - 5月22日 - 渡邉このみとのコラボレーションシングル「だい・だい・だいすき! たい・たい・たいせつ!」を発売。
  - 6月1日 - 北海道滝川市菜の花祭りのタイアップシングル「空と花の大地」発売。
  - 8月5日 - 1st フルアルバム「はじまりのうた」を発売。
  - 9月7日 - 天宮菜生とのコラボ・シングル「六等星の光」を発売。
  - 12月4日 - シングル「流れ星」を発売。
- 2014年
  - 7月9日 - シングル「賞味期限 / Don't Cry」を発売。
  - 8月6日 - 2nd フルアルバム「今宵ふたり」を発売。
  - 12月10日 - シングル「サームの応援歌 / Promise you」を発売。
- 2015年
  - 5月9日 - Cooley High Harmony とのコラボレーションシングル「同じ空の下」を発売。
  - 8月19日 - 3rd フルアルバム「triangle」を発売。
  - 12月5日 - Cooley High Harmony とのコラボレーションシングル「Eternal Love」を発売。
  - 12月22日 - シングル「Christmas Song」を発売。
- 2016年
  - 4月30日 - シングル「さくらのみち」を発売。
  - 5月3日 - Cooley High Harmony とのコラボレーションシングル「Summer days」を発売。
  - 10月5日 - ベストアルバム「SONG OF TEARS」を発売。
- 2017年
  - 2月4日 - Cooley High Harmony とのコラボレーションアルバム「Baby Girl」を発売。
  - 4月26日 - シングル「これからも」を発売。
- 2018年
  - 11月6日 - シングル「Shine」を発売。
- 2019年
  - 4月20日 - シングル「希望の約束」を発売。
  - 8月5日 - コンセプトアルバム「Classic」を発売。
  - 9月29日 - 上野まなとの共同企画ライブを東京・国分寺 GiveHeartsにて開催。
  - 12月9日 - シングル「ワスレナグサ」を発売。
- 2020年
  - 10月14日 - 瀬戸山智之助、逢川まさき とのコラボレーションシングル「Rays First」を発売。
- 2021年
  - 4月7日 - ミニアルバム「Gate」を発売。
- 2022年
  - 9月1日 - コンセプトフルアルバム「He Knows...」を発売。
- 2023年
  - 12月10日 - フルアルバム「手紙」を発売。
- 2024年
  - 8月5日 - ありおふみや が加入。
  - Kengoが映画『きみといた世界』の音楽を担当。

## ディスコグラフィ

### シングル
DEMO TRACK #1 (2005年11月4日) [GMS-00001]
1. Sweet Palm
2. Prayer
3. 9日の朝

虹の言葉 (2007年4月4日) [GMSP1003]
1. 虹の言葉
2. オレンジ
3. 桜が雨を見る前に

逢いたいなんて言わない (2007年12月7日) [GMSP1004]
1. 逢いたいなんて言わない
2. 願い
3. 街路灯

「ありがとう」を君に / 僕のすべてをメロディーに (2008年12月5日) [GMSP1005]
1. 「ありがとう」を君に
2. 僕のすべてをメロディーに
3. ギフト〜もう二度と〜

ぎゅっと (2011年7月30日) [GMSP1006]
1. ぎゅっと
2. 花を咲かすまで

空と花の大地 (2013年6月1日) [OKPS1001]
1. 空と花の大地
2. 空と花の大地 (Piano Instrumental)

※北海道滝川市菜の花まつりタイアップシングル
流れ星 / Shinin' Days (2013年12月4日) [OKPS1003]
1. 流れ星
2. Shinin' Days

※渋谷公会堂ワンマンライブにて発売。

### コラボレーションシングル
Watch Me! (2009年7月10日) [FRCD-194]
1. Watch Me!
2. Watch Me! -Instrumental-
3. Watch Me! -Acappella-

※冨永裕輔、AJIとのコラボレーションシングル
販売元：ファイルレコード
Pure Song (2011年7月16日) [PSNP1001]
1. Pure Song (JULEPS & Psalm)
2. 孤独な天使 (JULEPS)
3. ABC (Psalm)

※JULEPSとのコラボレーションシングル
だい・だい・だいすき!たい・たい・たいせつ! (2013年5月22日) [HIPP0001]
1. だい・だい・だいすき!たい・たい・たいせつ!
2. 包みたい 包まれたい

※渡邉このみとのコラボレーションシングル
販売元：HIプロジェクト
六等星の光 (2013年9月7日) [OKPS1002]
1. 六等星の光
2. サンセット

※天宮菜生とのコラボレーションシングル
※TBS「エン活！」エンディングテーマ

### ミニアルバム
DEMO TRACK #2 (2006年3月25日) [GMS-00002]
1. intro〜Prayer〜
2. あの日の雪
3. Sunshine
4. 危険な状態
5. interlude〜追憶〜
6. 抱きしめても
7. outro〜ガラス越しの恋〜

そして君へ (2008年5月9日) [GMSP2001]
1. プロローグ…そして君へ
2. 抱きしめても
3. 花を咲かすまで
4. 君の手に溶けてゆく僕〜あの日の雪〜
5. 九日の朝
6. 嘘つきの明日には
7. Sunshine
8. まわせまわせガッツBoo!!! (Bonus Track)

Stardust (2010年9月5日) [GMSP2002]
1. Stardust〜prologue〜
2. Tonight..
3. Don't Cry
4. Just as you are
5. スカイツリー
6. さよならに気づいたみたい
7. Hello Hello

### アルバム
はじまりのうた (2013年8月5日) [OKPS2001]
1. 危険な状態
2. ZUIZUI
3. まっすぐなきみが好き
4. かわらずにずっと
5. さくら君へ
6. 星になった少年
7. ユメミガオカ(piano instrumental)
8. be my family
9. ぜったい
10. はじまりのうた(piano instrumental)

### コンピレーションアルバム
Giant Steps Vol.2 (2006年8月18日) [IKCD-1001]
1. 愛してる

ゼクシィ花嫁1000人委員会が全面協力！At Heart Wedding presented by ゼクシィ (2010年12月22日) [COCQ-84857/8]
DISC1-5, 未来予想図II
DISC1-8, キセキ
DISC1-9, 愛をこめて花束を
DISC1-12, Butterfly
DISC1-13, 糸
※発売元：日本コロムビア株式会社

## メディア出演

### ラジオ
- 根本商店いらっしゃいませ(2007年7月、北日本放送)
- ミュージックCAFE(2007年8月、北日本放送)
- 琴姫チャンネル(2008年3月、FM世田谷)
- 浴衣美人コンテスト(2008年、FM世田谷)
- Evening Jockey(2008年10月、FMぱるる):Hama
- 音楽パラダイス(2009年2月、岐阜放送)
- Psalmのサムくない話 (2009年5月 - 2010年4月、FM西東京 Weekly Music Top20のコーナー)
- I l Mare e Vento(2010年6月、レディオ湘南):Yohhei&Morimatsu
- 田中さとるのほのぼのサタデー(2010年10月と12月、FMaiai)
- 夕焼け寺ちゃん活動中(2010年12月、文化放送)
- A.M.A(2011年6月と9月と12月、FMaiai)
- 徳丸友紀のサンシャインBreeze(2011年8月、FM戸塚):Hama
- ご近所ラジオKNB(2011年9月、北日本放送)
- RADIO JAM(2011年9月、FM富山)
- 海風通信796(2011年12月、エフエム熱海湯河原)
- JULEPSありおふみやのアリオリズム (2012年2月 - 、REDS WAVE) :Hama
- I l Mare e Vento(2012年3月、レディオ湘南):Hama
- A.M.A(2012年4月、FMaiai)
- サームのちょっとキケンなカンケイ (2014年4月 - 2020年6月、かずさFM、Psalm初のレギュラー番組)

### テレビ
- KNBニュースリアルタイム(2008年1月、北日本放送):Morimatsu
- 激突!ものまねウォーズ!(2011年10月20日、2012年5月3日、TBS)
- ミュージックフォレスト(2011年12月、群馬テレビ)

### タイアップ
- 「エン活！」エンディングテーマ(2013年10月 - 、TBS)

### 雑誌
- 月刊タウン情報とやま(2011年10月号、株式会社シー・エー・ピー発行)

### その他の活動
- TVドラマ「たぶらかし-代行女優業・マキ-」ピアノ指導:Kengo